# Laathof (feodaal recht)
Een laathof  (ook cijnshof of, Latijn: curia) was onder het ancien régime een hof van een lagere heerlijkheid georganiseerd volgens het hofstelsel en met eigen rechtbank. Een laathof was tevens de benaming voor deze boerderij: een hof of hoeve van een laat. Het onderscheid tussen laat-, cijns- en leenhoven is niet altijd duidelijk; ze worden door mekaar gebruikt.

## Oorsprong
Het systeem van laathoven gaat verder terug dan het leenstelsel en dateert uit de Romeinse tijd die het op hun beurt weer aan de Grieken hadden ontleend. Het principe was simpel: grond dat in eigendom was van een landeigenaar (een heer, overheid of de kerk) werd tegen een jaarlijkse betaling (cijns) in gebruik gegeven aan een landbewerker. Het begrip 'laat" is afgeleid van het Latijnse laetus. Hiermee werden door de Romeinen de Germanen aangeduid die in het Romeinse Rijk grond bewerkten welke niet hun eigendom was. De laat woonde in een boerderij die weliswaar niet van hem was, maar waar hij niet zonder meer uitgezet kon worden. Dit kon bij een pachter wel gebeuren. 

## Werking
De heer van het landgoed, dat werd bewerkt en bewoond door de laat, behield uiteraard alle rechten. Zo moest een laat zijn graan laten malen, tegen betaling uiteraard, in de molen van de heer (een banmolen). Tevens had de heer wetgevende en rechtsprekende macht over zijn laten. Vandaar dat een laathof meestal ook een rechtbank was. Deze was verbonden met de lagere rechtspraak en er werden voornamelijk financiële aangelegenheden behandeld. In de praktijk blijkt de behandeling van de meeste zaken van leenhoven en laathoven veelal door de schepenbanken te zijn overgenomen. Door een laathof werd tevens de hoogte van de cijns vastgesteld en geïnd. Een laathof bestond dus meestal uit een viertal onderdelen:
- Het centrale gebouw als centrum.
- Een hoeveelheid land wat rechtstreeks door de heer of een laat werd gebruikt.
- Een aantal percelen welke door laten werden bewerkt of waar hun huizen op stonden en waar zij cijnzen over betaalden.
- Een soort rechtbank die zaken behandelde, welke betrekking hadden op de laatgoederen. Dit betrof dus in feite alleen de lage jurisdictie.

De organisatie en de leiding liet hij over aan een vertrouwenspersoon, meier genoemd. De meier die recht sprak in naam van zijn heer werd bijgestaan door voorname inwoners, de schepenen. Het aantal schepenen kon naargelang de grootte van de heerlijkheid variëren van 4 tot 7. Wanneer de heerlijkheid samen viel met een dorp of parochie werd een laathof een schepenbank genoemd.

### Bevoegdheid
De bevoegdheden van een laathof waren niet groot. Een rechtbank met dergelijke lage bevoegdheid werd een rechtbank met "lagere justitie" genoemd. Het hield in dat er geschillen werden opgelost in verband met verkopen en erven van gronden. Het stelde ook akten op in verband met aan- en verkoop, of verkaveling van grond. Bij overlijdens van laten waren werden er denombrementen opgesteld. De meier of een daarvoor beëdigde ambtenaar een griffier stelde deze op. Wanneer de grond, leengrond was, werden de akten genotuleerd door een andere rechtbank met name een leenhof. De laathof was vaak de centrale hoeve waarrond een heerlijkheid was ontstaan.
Wanneer de laathof slechts diende om cijnzen te innen van de heerlijkheid en geen verdere rechten had, werd het een cijnshof genoemd.

### De meier
Daar de meier geld ontving voor het akteren, werd het een gewild ambt. De heer kon het ambt als leen geven (erfelijke meierij) zodat het ambt overgeërfd werd van vader op zoon. Erfelijke meierijen konden ook net als elk leen worden verkocht. De heer kon ook de meierij behouden en het verpachten aan de meest biedende.

### Afschaffing
Bij de komst van de Franse revolutionairen en de aanhechting van de Zuid-Nederlandse gewesten in 1795 werden heerlijkheden en dan ook laathoven afgeschaft.